# Konrad Kümmel

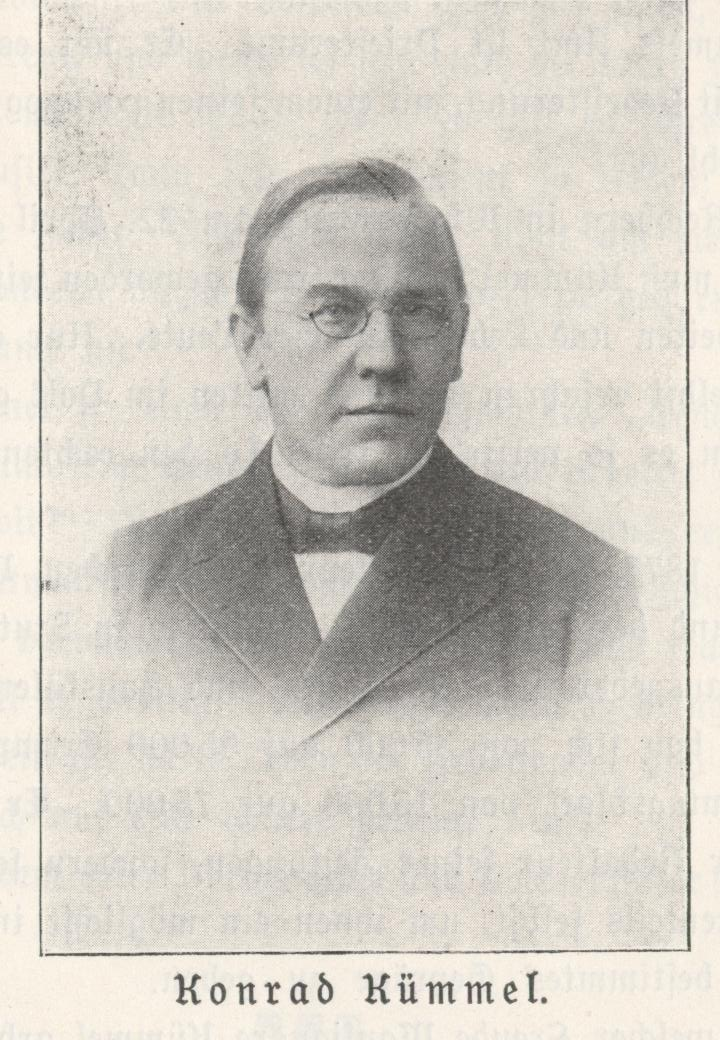
Prälat Konrad Kümmel

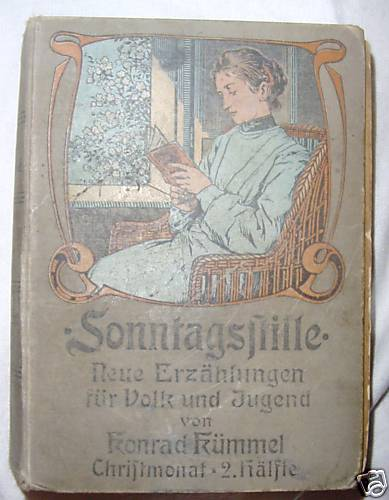
Erzählungsband „Sonntagsstille“, von Konrad Kümmel, 1906, mit Jugendstilschmuck

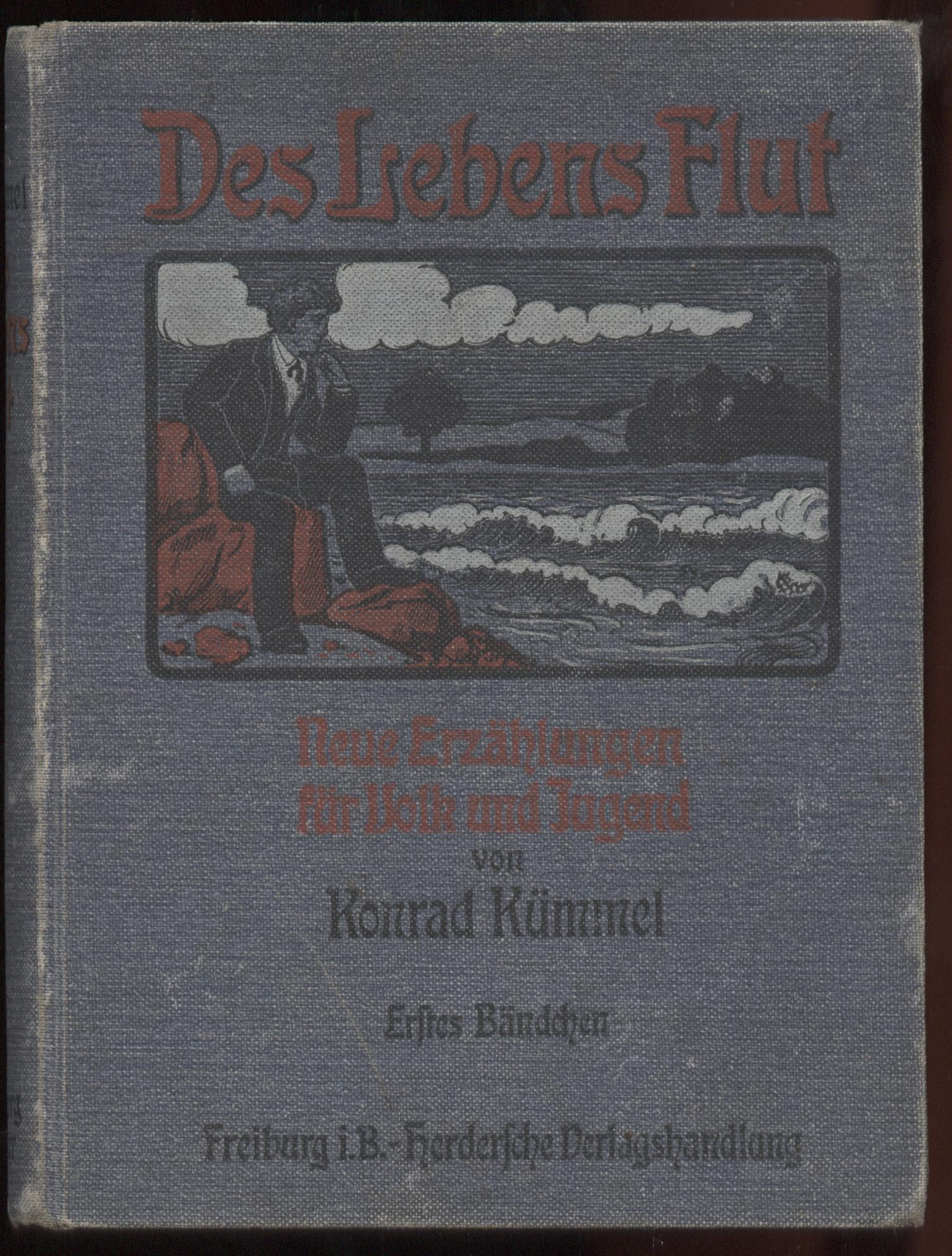
Erzählungsband „Des Lebens Flut“, von Konrad Kümmel, 1909

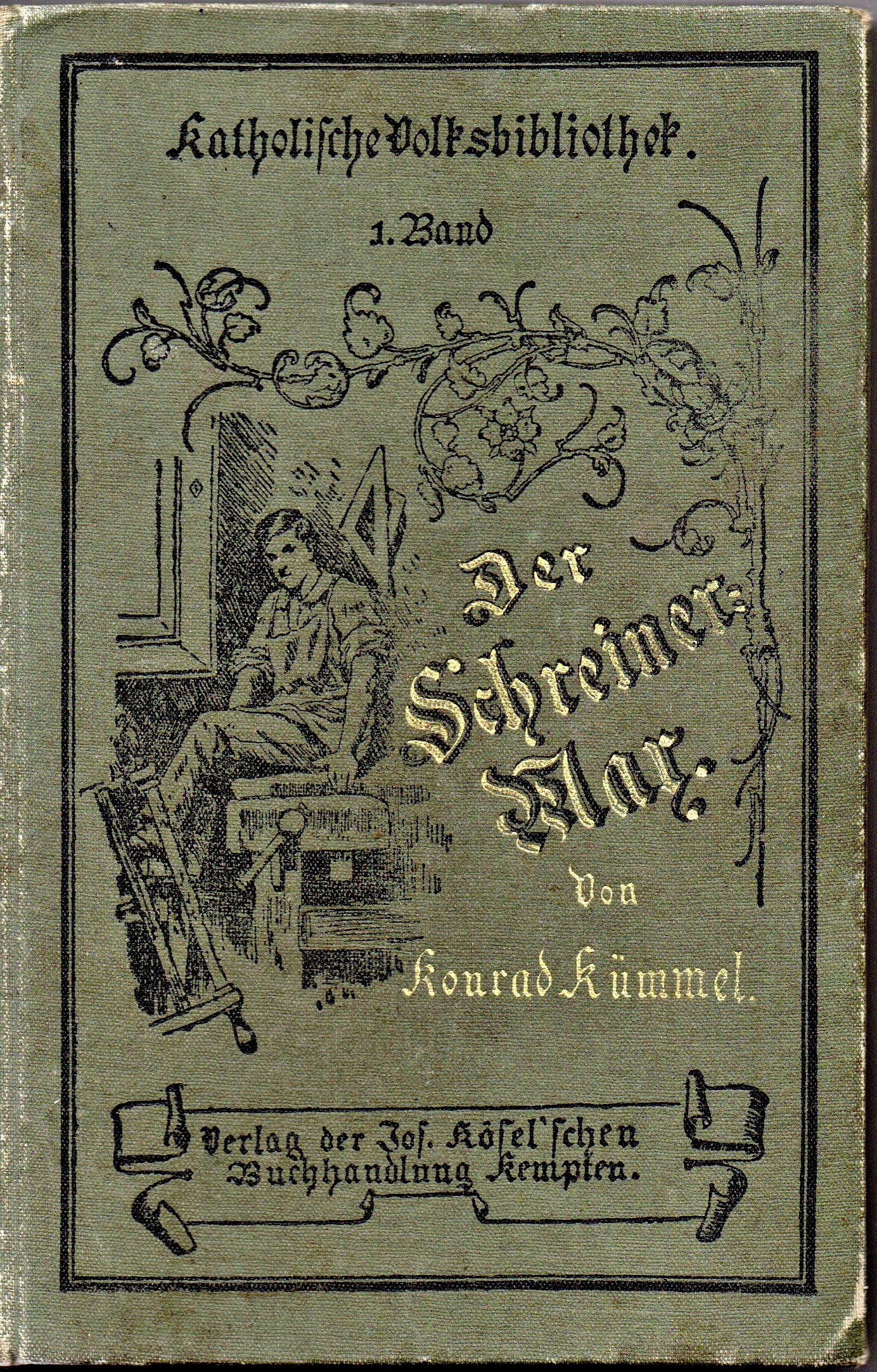
Erzählung „Der Schreinermax“, 1899

Konrad Kümmel (* 22. April 1848 in Rechberg, heute ein Teil von Schwäbisch Gmünd; † 20. Juni 1936 in Stuttgart) war ein katholischer Priester, Päpstlicher Hausprälat, deutscher Schriftsteller, bekannter Buchautor von volkstümlichen Erzählungen und Zeitungsredakteur.

## Leben
Konrad Kümmel wurde im schwäbischen Rechberg, heute ein Ortsteil von Schwäbisch Gmünd geboren. Er studierte in Tübingen Philosophie, katholische Theologie, Kunstgeschichte und Archäologie und war Mitglied der Theologengesellschaft Guelfia. Danach wurde er zum Priester geweiht und amtierte ab 1873 als Seelsorger in Weingarten (Württemberg).
1877-1895 wirkte der Geistliche in Stuttgart als Schriftleiter des „Deutschen Volksblattes“, zwischen 1877 und 1927 auch beim „Katholischen Sonntagsblatt“. Beide Zeitungen stellte er in den Dienst der württembergischen Zentrumspartei. Von 1879 bis 1928 verausgabte er zudem den „Katholischen Volks- und Hauskalender“. Alle drei Publikationen erschienen zunächst im Verlag „Volksblatt AG“, ab 1923 im katholischen „Schwabenverlag“. Konrad Kümmel hatte in diesen Verlagen eine führende Position.
Überregionale Bekanntheit im gesamten deutschsprachigen Raum erlangte Konrad Kümmel als Autor volkstümlicher Erzählungen meist religiösen, historischen oder kirchengeschichtlichen Inhalts. Sie erschienen in diversen Sammelbänden und gehörten in der ersten Hälfte des 20. Jahrhunderts zum Standardrepertoire katholischer Volks- und Pfarrbibliotheken, aber auch von überkonfessionellen Büchereien.
Kümmel wurde mit dem Ehrentitel eines Päpstlichen Hausprälaten ausgezeichnet und Papst Leo XIII. verlieh ihm 1889 das Ehrenzeichen Pro Ecclesia et Pontifice. Außerdem wurden ihm die „Kriegsgedenkmünze 1870/71“ und die „Kaiser-Wilhelm-Medaille“ verliehen.
Der Priesterschriftsteller verstarb 1936 in Stuttgart. Ein Nachruf im „Pilger“, der Kirchenzeitung des Bistums Speyer (Nr. 26, vom 28. Juni 1936) bezeichnet ihn als den „Altmeister der katholisch-volkstümlichen Erzählkunst“.
Monsignore Kümmel sagte von sich selbst:

„Meine Feder ist mir – natürlich nächst Gott – mein alles; keine Widerwärtigkeit, keine bittere Enttäuschung hat mir die Liebe zum Volk und die Liebe zum Schreiben für das Volk nehmen können. Das Schreiben geht mir leicht, weil es mich freut. ...Kein Musiker kann sein Instrument so lieben, wie ich meine Feder.“

Konrad Kümmel fungierte auch als Hausgeistlicher bei Fürst Wilhelm Karl von Urach, Chef einer Nebenlinie der württembergischen Königsfamilie, der im Juni 1918 vom litauischen Landesrat, als „Mindaugas II.“ zum König von Litauen gewählt wurde, das Amt aber infolge der politischen Entwicklung nicht mehr antrat. Er war der Schwiegersohn König Ludwig III. von Bayern. Im Bestand GU 117 Nr. 986 des Hauptstaatsarchives Stuttgart ist aus dieser Seelsorgetätigkeit eine „Ansprache bei der Ersten Heiligen Kommunion der Fürstinnen Maria Gabriele und Elisabeth von Urach durch Prälat Konrad Kümmel“ archiviert.
Bis zu seinem Tod war Kümmel als Seelsorger in Böblingen und Hausgeistlicher der herzoglichen Familie tätig. Seinem Wunsch gemäß wurde sein Leichnam auf dem Hohenrechberg beigesetzt.
In Kümmels Geburtsort Schwäbisch Gmünd, Ortsteil Rechberg, ist die „Konrad-Kümmel-Straße“ nach dem Schriftsteller benannt; ebenso in Friedrichshafen der „Konrad-Kümmel-Weg“.

## Werke
(Auswahl)
Die Bücher erschienen fast ausnahmslos beim Herder Verlag in Freiburg.
- Der Schreinermax, 1899 (Kösel-Verlag, Kempten)
- An Gottes Hand, mehrere Bände, ab 1900;
- Sonntagsstille, mehrere Bände, ab 1906;
- Auf der Sonnenseite, Humoristische Erzählungen, 2 Bände, ab 1907
- Des Lebens Flut, mehrere Bände, ab 1909;
- Bunte Geschichten, 1910
- Der große Krieg 1870–1871, dem Volke geschildert, 1912
- In Königs Rock 1870–1871. Ernstes und Heiteres aus dem schwäbischen Garnisonsleben während des grossen Krieges, 2 Bände. Herdersche Verlagshandlung, Freiburg i.Br. u. a. 1912 (Bd. 1 (Digitalisat), Bd. 2 (Digitalisat)).
- Um das Leben einer Königin, 2 Bände, 1914
- Kreuz und Krysanthemum, 2 Bände, 1914
- Die vier Musikanten, 1914
- Heilige Jugendzeit, 1915
- Schwabenstreiche aus der Kaserne; heitere Erinnerungen aus der Garnisonsdienstzeit zu Ulm und Stuttgart 1870/1871, ohne Jahr
- Die Brillen-Kompagnie; heitere Erinnerungen aus der Garnisondienstzeit 1870-1871, 1918.
- Mein Weg ins Land der Feder. In: Dichters Werden. Bekenntnisse unserer Schriftsteller. 1919. S. 155–193
- Ums eigene Herzblut, Volkserzählungen, 1919
- Das schwarze Lieserl, 1920
- Margarete von Stuttgart. 1924;
- Vatikan und Peterskirche, zusammen mit Matthäus Gerster publiziert, 1924
- Bischof und Ministrant, Erzählungen für Kommunikanten, 1925
- Die ewige Stadt. Ein römisches Bilderbuch; zusammen mit Matthäus Gerster publiziert, 1925
- Die Monstranz von Waldsee, 1926
- Bischof Hefele und seine Zeit, 90 Seiten, in: „Die Diözese Rottenburg und ihre Bischöfe, 1828–1928“, Schwabenverlag, Stuttgart 1928